# Svetlana (Sotchi)
Svetlana (Светлана) est un microdistrict balnéaire de la ville-arrondissement de Sotchi, au bord de la mer Noire en Russie. Svetlana dépend administrativement du raïon de Khosta qui borde le district central de Sotchi. Il compte environ 12 000 habitants.

## Géographie
Svetlana se trouve dans la zone nord-ouest du raïon à l'embouchure de la petite rivière Verechtchaguinka dans la mer Noire. Cette zone est considérée comme parmi les plus prestigieuses de Sotchi.
Elle comprend les avenues Kourortny et Pouchkine, les rues Gagarinskaïa, Depoutatskaïa, Tchernomorskaïa, Dmitrievoï, Ioujnaïa, Outchitelskaïa, Griboïedova, Djiguitskaïa, Nijnaïa Lissaïa Gora, Lissaïa Gora, Verkhnaïa Lissaïa Gora et Piatigorskaïa.

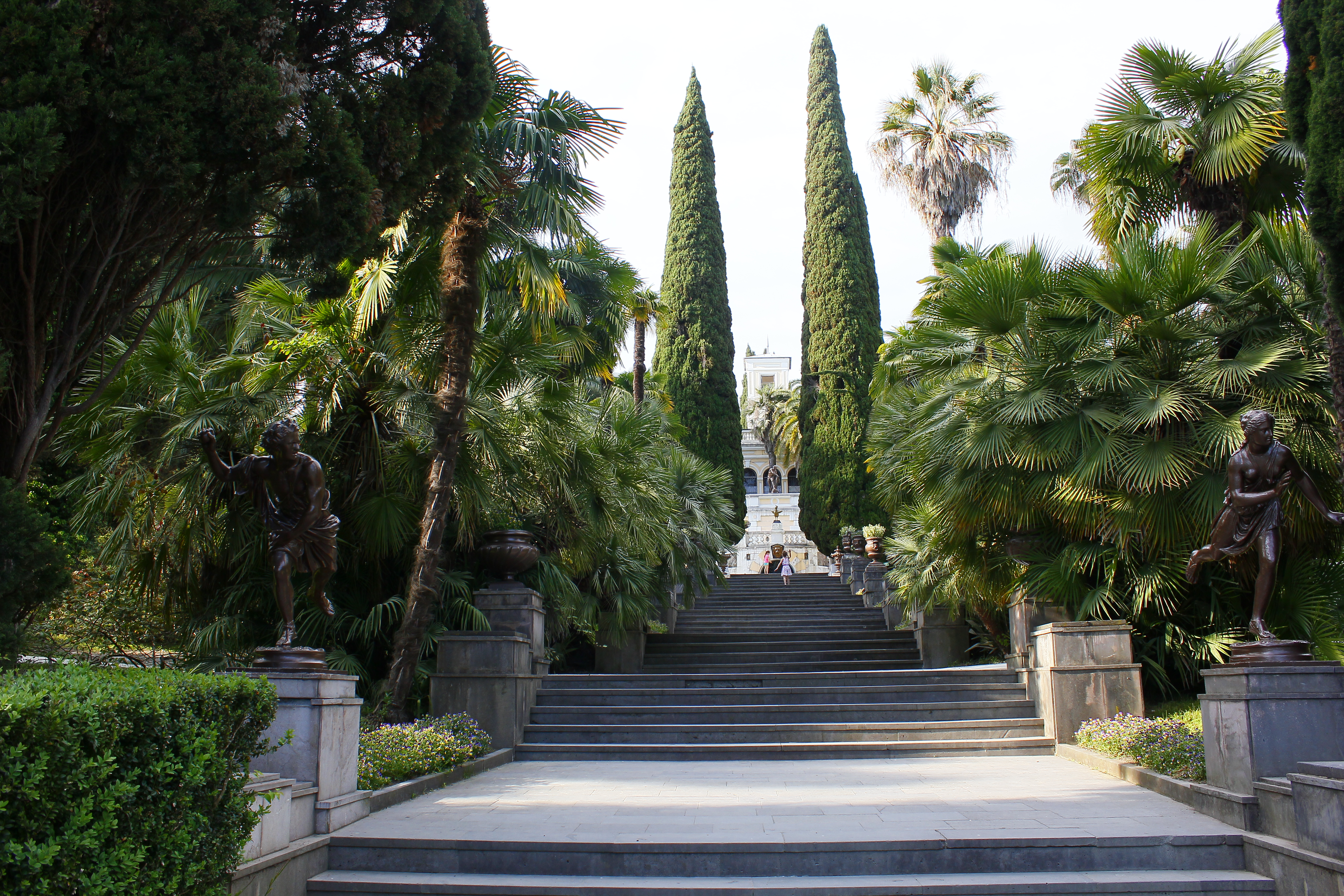
Escalier du dendrarium de Sotchi.

À l'époque soviétique, elle s'appelait le Côté de la Verechtchaguinka, puis elle a pris le nom du fameux établissement de repos « Svetlana » construit dans les années 1950.
C'est ici que se trouvent le cirque de Sotchi, le dendrarium de Sotchi et de grands hôtels de luxe. L'avenue Pouchkine qui mène à la mer a été tracée entre 1937 et 1939. Elle marque la fin de la Promenade de Sotchi. Ce quartier est constitué d'immeubles de luxe entourés de parcs avec vue sur la mer.

## Coordonnées
43° 34′ 20″ N, 39° 44′ 17″ E

## Source
- (es) Cet article est partiellement ou en totalité issu de l’article de Wikipédia en espagnol intitulé « Svetlana (Sochi) » (voir la liste des auteurs).